# Sarah Jean-Jacques
Pour les articles homonymes, voir Jean-Jacques.
Sarah Jean-Jacques est une sociologue française. Elle est chercheuse associée au laboratoire Architecture Anthropologie de l’école nationale d’architecture de la Villette. Depuis 2025, elle est chercheuse en post-doctorat à l’Université Paris-Saclay dans le cadre d’un projet de recherche sur les expériences des lesbiennes au travail financé par l’Agence nationale de la recherche.

## Biographie
Sarah Jean-Jacques est docteure en sociologie. Elle est spécialisée dans l’étude des questions de genre et de sexualité, avec un accent particulier sur les violences, les discriminations et les inégalités liées à la question lesbienne.
Elle soutient en 2023 une thèse en sociologie à l’Université Paris Cité avec une codirection en géographie sociale à l’Université Paris 1 Panthéon-Sorbonne, intitulée « Des lesbiennes dans la ville : entre visibilité et invisibilisation. Expériences et pratiques des espaces publics à Paris ». Ses travaux de recherche s’inscrivent dans le domaine de la sociologie interactionniste, la sociologie urbaine et les géographies des sexualités.
Sarah Jean-Jacques part d’une perspective intersectionnelle pour interroger le « droit à la ville », premier enjeu de politique urbaine à Paris. Son travail propose d’analyser la place des lesbiennes dans la ville, un espace structuré par l’hétéronormativité. L’objectif de sa recherche est de comprendre les expériences et les pratiques des lesbiennes dans les espaces publics. Cette thèse est la première à analyser les violences vécues spécifiquement par les lesbiennes : la lesbophobie.
En 2024, elle publie avec Sophie Pointurier, enseignante-chercheuse et écrivaine, Le Déni lesbien, celles que la société met à la marge. Dans cet essai, les autrices partagent l’expérience de vingt personnalités lesbiennes pour analyser et comprendre les mécanismes qui participent à l’invisibilisation des lesbiennes dans le paysage médiatique et les violences qu’elles subissent. Le Déni Lesbien fait partie des dix essais féministes favoris de la rentrée littéraire de la rédaction des Inrocks. Le Monde des livres l’a également recensé parmi les essais en prise avec l’actualité.

## Engagements
En 2022, avec Sophie Pointurier, elle fonde l’Observatoire de la lesbophobie, un centre de documentation et de ressources en ligne sur les parcours lesbiens et la lesbophobie.
En 2023, Sarah Jean-Jacques contribue au livre, Et l’amour aussi, publié par la photographe Marie Docher aux éditions de La Déferlante. Elle participe aux entretiens menés dans le cadre de ce projet collectif et apparaît notamment sur la couverture du livre.

## Distinction
En 2024, Sarah Jean-Jacques est lauréate du Prix de thèse de l’Institut du Genre aux côtés de Margot Giacinti. Ce prix est décerné aux chercheur·es dont les travaux portent sur les questions de genre et de sexualité. C’est la première fois qu’une thèse ayant pour objet d’étude les lesbiennes reçoit une récompense académique en France.

## Publications
- Sarah Jean-Jacques, « La dépénalisation universelle de l’homosexualité au Conseil des droits de l’homme des Nations Unies : l’Afrique du Sud doit-elle encore montrer la voie ? », Institut de relations internationales et stratégiques,‎ 17 novembre 2014 (lire en ligne , consulté le 9 avril 2025) :« Le 15 juin 2011, le Conseil des droits de l’homme des Nations Unies a adopté par 23 voix contre 19 et 3 abstentions la résolution 17/19 relative à la dénonciation des violations des droits humains fondés sur l’orientation sexuelle et l’identité de genre (OSIG). Cette résolution hautement symbolique s’inscrit dans le projet plus large de dépénalisation universelle de l’homosexualité au sein du système onusien. »
- Natacha Chetcuti-Osorovitz et Sarah Jean-Jacques, « Usages de l’espace public et lesbianisme : sanctions sociales et contournements dans les métropoles françaises », Cahiers de géographie du Québec, vol. 62, no 175 « L’aménagement durable du territoire et la participation citoyenne : une relation à penser »,‎ 5 mars 2019, p. 151-167 (DOI https://doi.org/10.7202/1057084ar, lire en ligne , consulté le 9 avril 2025)
- Sarah Jean-Jacques et Sophie Pointurier, Le Déni lesbien, celles que la société met à la marge, HarperCollins, 2024, 272 p. (ISBN 9791033919735)